# Valizas

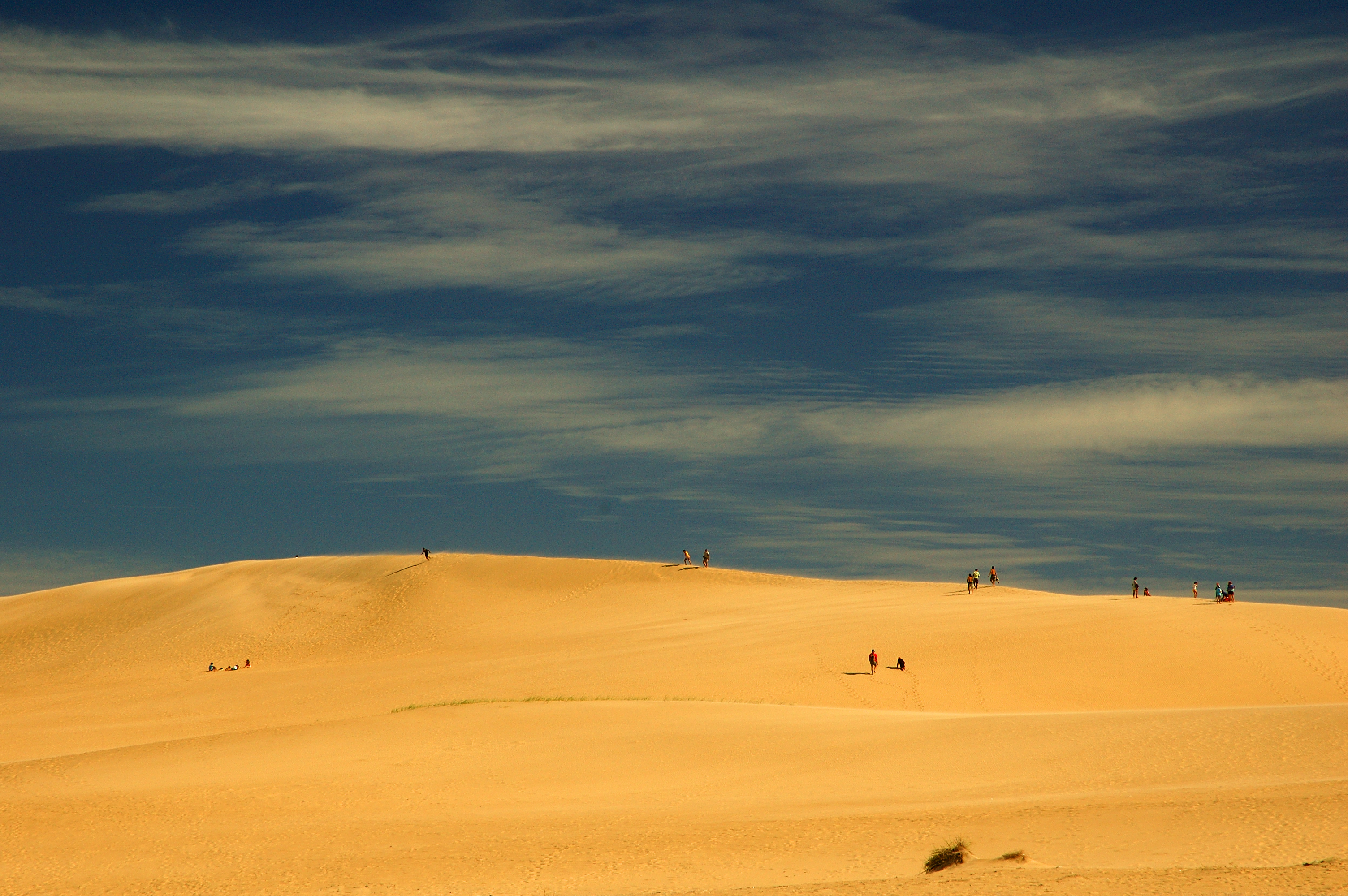
Dunas em Valizas, Uruguai.

Valizas é um balneário uruguaio localizado no Departamento de Rocha. 
Suas praias de mar agitado e o forte vento que sopra perto do anoitecer fazem com que este não seja o preferido por famílias ou casais com filhos. No entanto, é muito freqüentado por jovens no verão. Em Valizas, também há uma grande comunidade hippie. No verão, é comum que bandas populares no país toquem de graça para os turistas que lá se encontrem. 